# CENPM
CENPM‏ (Centromere protein M) هوَ بروتين يُشَفر بواسطة جين CENPM في الإنسان.